# Risser Falk
Le Risser Falk est une montagne culminant à 2 413 m d'altitude dans le massif des Karwendel.

## Géographie
La montagne se situe dans le chaînon du Falkengruppe.

## Ascension
Le sommet peut être atteint à partir de la Rißtal à travers le Falkenkar ou d'Eng par le Falkenhütte et le Ladizjöchl.